# Pelican Bay (Texas)
Pour les articles homonymes, voir Pelican Bay.
Pelican Bay est une ville américaine située au nord-ouest du comté de Tarrant, au Texas, aux États-Unis,.

## Démographie
Lors du recensement de 2010, la ville comptait une population de 1 547 habitants. Elle est estimée, en 2016, à 1 647 habitants.

### Source de la traduction
- (en) Cet article est partiellement ou en totalité issu de l’article de Wikipédia en anglais intitulé « Pelican Bay, Texas » (voir la liste des auteurs).